# Dachne
Dachne (en ucraniano: Дачне) es un pueblo ucraniano perteneciente al óblast de Odesa. Situado en el suroeste del país, es parte del raión de Odesa y del municipio (hromada) de homónimo.

## Toponimia
El nombre del asentamiento en ruso es Dachnoye (en ruso: Дачное).

## Geografía
Dachne se encuentra 22 km al noroeste de Odesa y unos 50 km al suroeste de Biliaivka.

## Historia
El pueblo de Dachne fue fundado en 1794 por campesinos que huían de la servidumbre de las provincias centrales del Imperio ruso.
El 12 de septiembre de 1967, el asentamiento de Dachne y el pueblo de Jniliakove se fusionaron en el pueblo de Dachne.
Hasta el 18 de julio de 2020, Dachne formó parte del raión de Biliaivka. El raión fue abolido en julio de 2020 como parte de la reforma administrativa de Ucrania, que redujo el número de raiones del óblast de Odesa a siete. El área del raión de Biliaivka se integró en el raión de Odesa.

## Demografía
La evolución de la población de Dachne entre 1989 y 2021 fue la siguiente:
| 8428                                                          | 8549 | 11 150 |
| (Fuente: Cities & Towns of Ukraine y UKRAINE: Größere Städte) |      |        |

Según el censo de 2001, la lengua materna de la mayoría de los habitantes, el 87,31%, es el ucraniano; y del 11,26% es el ruso.

## Infraestructura

### Transporte
Dachne está situado en la carretera M-05/E-95 y tiene una estación de tren en la línea ferroviaria Krasné-Odesa.